# Niepoczyn
Niepoczyn (nazwa oboczna Ruda, niem. Neurode) – część wsi Słajkowo w Polsce, położona w województwie pomorskim, w powiecie wejherowskim, w gminie Choczewo. Nie posiada sołtysa, należy do sołectwa Słajkowo, w którego skład wchodzi również osada Żelazno. Obecnie niezamieszkany. Na tym terenie nie ma żadnych zabudowań, pozostała tylko nazwa urzędowa.
W latach 1975–1998 Niepoczyn należał administracyjnie do województwa gdańskiego.